# Una Noche en Río
Una Noche en Río es un álbum recopilatorio de éxitos de diferentes agrupaciones latinoamericanas que interpretan ritmos del Brasil, grabado en 1955. Es el primer long play compilado donde incluyen algunos números de la Sonora Matancera.

## Canciones
1. Given Carnavalito
2. Baion Nené*
3. Dengozó
4. Baión de Dos*
5. Samba Blanca
6. Mujer Hilandera
7. Anna
8. Orito Olale
9. Sassaricando
10. Maringá*
11. Choro Brasileiro

(*)Intervención de Sonora Matancera con Leo Marini
- Datos: Q6155751